# Sei Silau Barat
Sei Silau Barat is een bestuurslaag in het regentschap Asahan van de provincie Noord-Sumatra, Indonesië. Sei Silau Barat telt 3263 inwoners (volkstelling 2010).